# Antonio Alfonseca
Antonio Alfonseca (nacido el 16 de abril de 1972 en La Romana) es un  lanzador relevista dominicano que jugó en las Grandes Ligas de Béisbol. Actualmente juega para Bridgeport Bluefish en la Atlantic League of Professional Baseball. Lanzó por última vez en las Grandes Ligas con los Filis de Filadelfia. Es conocido por tener un dedo extra en cada mano y pie.  Alfonseca también ha jugado para los Marlins de la Florida (1997-2001, 2005), los Cachorros de Chicago (2002-2003), los Bravos de Atlanta (2004), y los Rangers de Texas (2006). 
Alfonseca fue firmado originalmente por los Expos de Montreal como amateur en julio de 1989. El 13 de diciembre de 1993, fue traspasado por los Marlins de la Florida desde los Expos de Montreal en el draft de expansión de 1993.
Su mejor año fue en el 2000 con los Marlins, cuando lideró la Liga Nacional en salvamentos con 45, y ganó el National League Rolaids Relief Man of the Year.
Al final de la temporada 2001, Alfonseca fue sometido a una cirugía para repararle una hernia discal. Posteriormente, los Marlins mandaron a Alfonseca a perder 15 libras para ayudar a aliviar el estrés en su espalda. En un pesaje durante el spring training de 2002, Alfonseca  tuvo una confrontación con Dale Torborg, el hijo del entonces mánager Jeff Torborg. Mientras que los Marlins negaron cualquier relación, poco después, el 27 de marzo de 2002, fue traspasado, junto con Matt Clement, a los Cachorros de Chicago por Julián Tavárez, Ryan Jorgensen, Dontrelle Willis, y José Cueto.
El 2 de septiembre de 2003, mientras jugaba con los Cachorros, Alfonseca fue expulsado de un partido por golpear a un umpire con su estómago. Posteriormente fue suspendido por cinco partidos.
Después de la temporada 2004, Alfonseca se declaró agente libre y firmó de nuevo con los Marlins, pero en julio de 2005, sufrió una lesión en el codo derecho y se perdió el resto de la temporada. Fue liberado por los Marlins,  firmó con los Rangers, pero después de otra lesión en el codo a mitad de temporada fue liberado por ellos también.  Los Filis lo firmaron en enero de 2007. Alfonseca ha jugado además para Pericos de Puebla en la Liga Mexicana.
Sus apodos son "El Pulpo", "El cazador de dragones", y "Seis-dedos". 
Alfonseca y su esposa Rocío tienen cuatro hijos: Antonio Jr., Mark Anthony, Jenitza y Asia. 